# 2만 종의 벌
"2만 종의 벌"(스페인어: 20.000 especies de abejas)은 2023년 개봉한 스페인의 드라마 영화이다. 에스티발리스 우레솔라 솔라구렌의 감독 데뷔작이며, 그가 각본 역시 맡았다. 제73회 베를린 국제 영화제(2023년) 은곰상 주연상 수상작이자 황금곰상 경쟁후보작이다.